# Eupithecia semipallida
Eupithecia semipallida är en fjärilsart som beskrevs av Antonius Johannes Theodorus Janse 1933. Eupithecia semipallida ingår i släktet Eupithecia och familjen mätare. Inga underarter finns listade i Catalogue of Life.